# Színháztörténeti és Színészmúzeum
A miskolci Színháztörténeti és Színészmúzeum 1996-ban jött létre a Miskolci Nemzeti Színház épületének szomszédságában, a Déryné utca 3. szám alatt, ami az első, ám leégett miskolci kőszínház alapjain épült.

## Története
A miskolci Színészmúzeum gondolata Gyarmathy Ferenc miskolci színművész fejében fordult meg először, mert a budapesti, Gobbi Hilda által alapított intézmény nem foglalkozott a vidéki színészet emlékeivel. A színész az 1980-as évektől gyűjtötte a miskolci színházhoz kapcsolódó emlékeket, a kollégák relikviáit, és ezt szánta a tervezett múzeum magjának. A múzeum Gyarmathy Ferenc és az általa alapított Színész Emlékház Egyesület szervező munkájának eredménye révén 1996. október 22-én nyílhatott meg a Miskolci Galéria Városi Művészeti Múzeum színháztörténeti gyűjteményeként. A kiállítási anyagot a Herman Ottó Múzeum és a Megyei Levéltár is fontos dokumentumokkal gazdagította.

## Az épület
A múzeum épülete az első, 1823. augusztus 24-én megnyitott, ám 1843-ban leégett miskolci kőszínház helyén áll, múzeumként való felhasználása jelképesnek is tekinthető. Ez a színház volt a mai Magyarország területén épült első olyan kőszínház, amelyet a magyar nyelvű színjátszás számára emeltek az akkori Boldogasszony utca 3. szám alatti telken. 

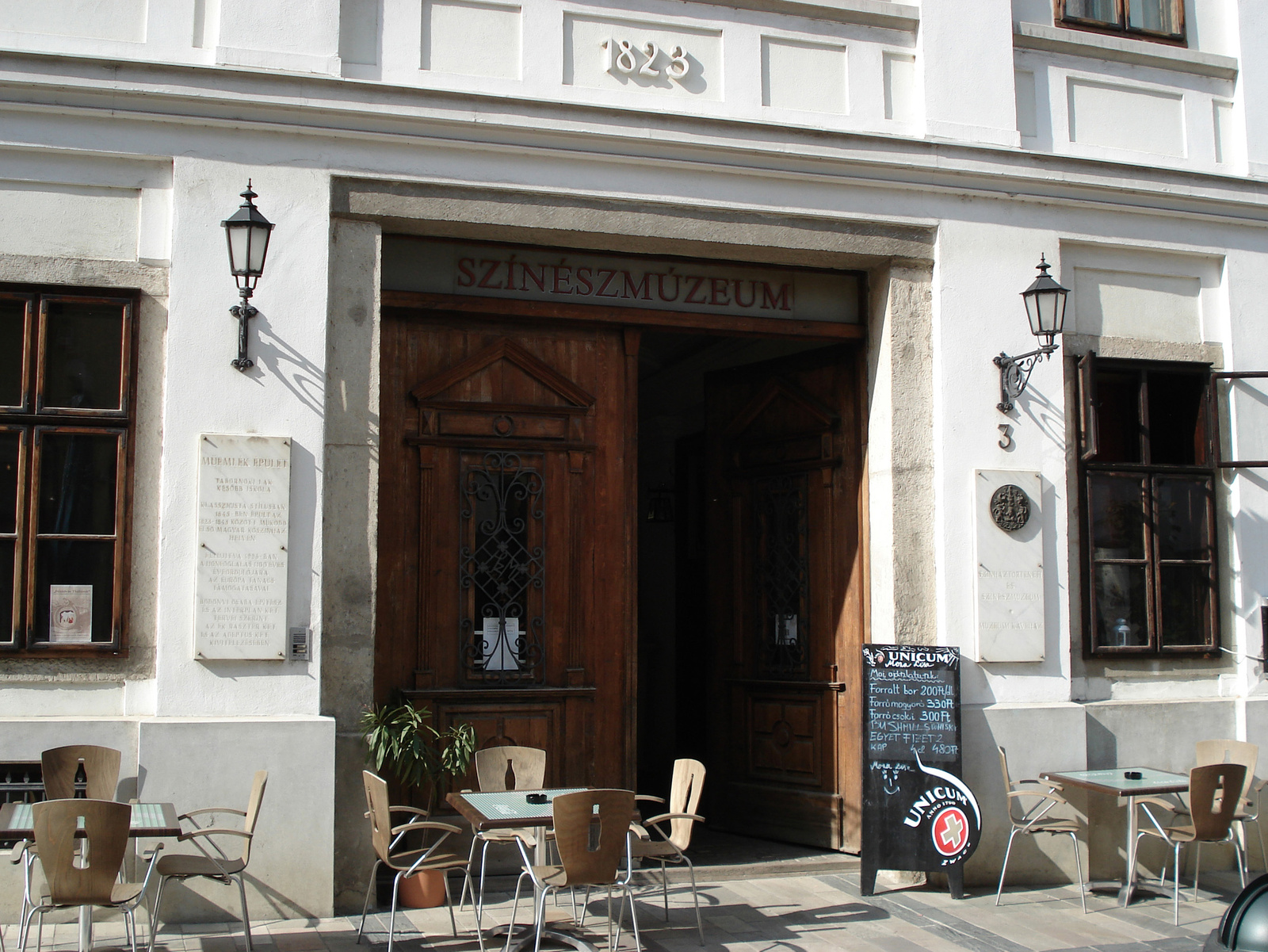
A múzeum bejárata

Miskolcon már akkor is szerették a színházat, ezért írtak levelet a Helytartótanácsnak 1816-ban: „…Miskoltzon, mint Magyar Nyelven beszéllő… vidék közepén fekvő népes mező városban, állandó játékszínt építeni és ki is nyitni akarunk.” Ezt a színházat Kisfaludy Károly A tatárok Magyarországon című darabjával avatták fel. A színháznyitást Széchenyi István is üdvözölte: „…ámbár nagyon szomorú, hogy olly nagy Hazánkba csak Miskolcon áll egy olly intézet, amely a nagy célnak megfelelend… mégis örül a szívem, hogy valahol már a kezdet megvolt.”
A színházépületről csak leírások maradtak fenn, ezek alapján készített Bartus Ödön egy rajzot, majd az 1957-es régészeti feltárás alapján újabb vázlatot készítettek, ami jelentősen eltér az első változattól. A Honművész című lap 1833-ban így írta le az épületet: „…fedele fenyőzsindely, felső padlazatja gyalult deszka, elején mindjárt a bemenetnél két kis kamra, egyik a pénztárnak, a másik a cukrász számára. Eleinte nem volt benne se karzat, se loge, hanem később Vay Ábrahám úr, Borsodnak elfelejthetetlen akkori alispánja szinte a maga költségén bevonatta az oldal melléket 32 páhollyal, felül kerítvén azokat egy karzattal…”
Az épület az 1843-as nagy miskolci tűzvészben leégett, az új színházat a régi melletti telken építették fel, és 1857-ben adták át. A leégett épület helyén, annak alapjain katonai szálláshely (ezredesi lak) épült, amely 1845-re lett kész, tervezője Miks Ferenc (1814–1879), neves építész volt. A házat később, az 1870-es évektől iskolának használták, majd az 1980-as évektől a színház díszletraktáraként működött.
A színészmúzeumnak szánt épületet a színházi épületegyüttes 1991–1996 között zajló átfogó rekonstrukciója keretében újították fel, az átalakítási terveket Bodonyi Csaba építész készítette, és az Európa Tanács támogatásával valósult meg. Az átépítések során végzett régészeti vizsgálódások azt bizonyították, hogy az épület falaiban benne van a katonai lak, de még az ős-színház főfala is, sőt a mai lépcsőház és az emeleti nagyterem egyik fala is az egykori színház homlokzatának maradványa. A múzeumépületet 1996-ban adták át, a bejárati kapualj lett a múzeum előcsarnoka, a kiállítás az emeleten van, mintegy 260 négyzetméteren. A földszinten a jegypénztáron és irodán kívül kiszolgáló egységek helyezkednek el. 2011-től az épület pincéjében működik az Urbán Tibor képzőművész által alapított Teátrum Pincehely Galéria, amely kortárs művészek csoportos kiállításainak ad helyet.

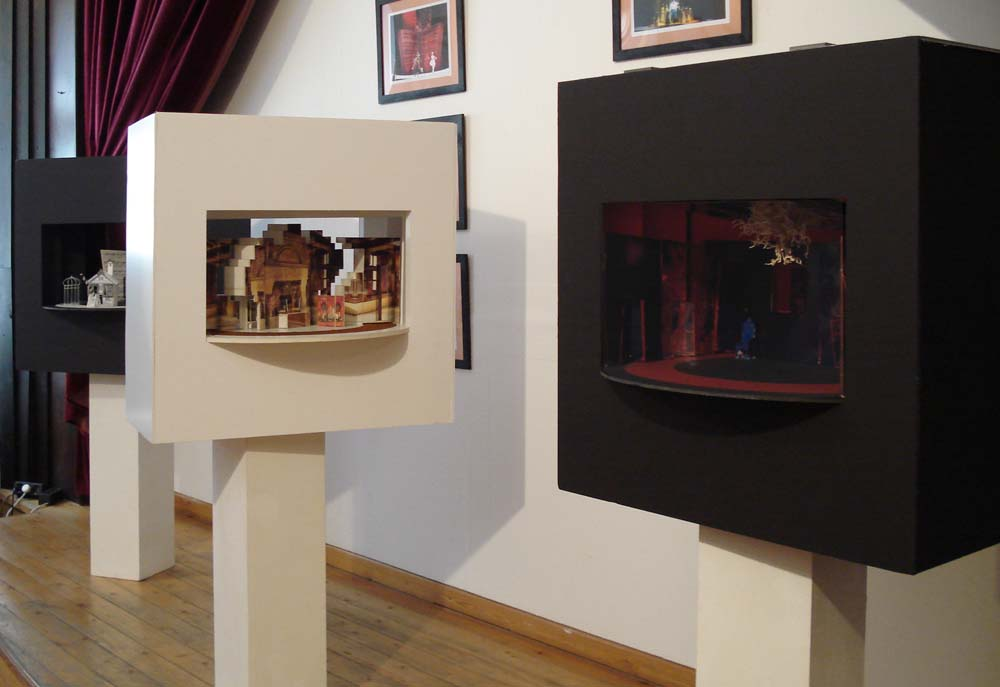
Részlet a kiállításból

## A kiállítás
A múzeum bolthajtásos bejárata alatt a színház jelentős egyéniségeinek márványból faragott szobrai láthatók, és még a vándorszínészetre emlékező ekhós szekeret is kiállítottak. Ilyen szekéren érkezett 1818-ban Miskolcra Benke József társulata, köztük Déryné Széppataki Róza, aki ezt írta ekkor naplójába: „…ez víg város, itt jó lesz nekünk…”.
A kiállítás már az emeletre vezető lépcső oldalfalain elkezdődik. Az első teremben a második kőszínház megnyitásával kapcsolatos dokumentumok láthatók, de Telepi György, Egressy Gábor, Laborfalvi Róza és a Latabár-dinasztia emlékeit is meg lehet tekinteni. A második teremben a 20. század jelentős színházi alakjaival kapcsolatos anyagokat helyeztek el (Sebestyén Géza és Mihály, a két direktor, Mezei Mária, Kiss Manyi, Sulyok Mária, Bilicsi Tivadar, Komlós Juci, Bessenyei Ferenc). A következő részben az 1945 utáni történések és színészek (Fehér Tibor, Máthé Éva, Latinovits Zoltán, Kazimir Károly, Szirtes Ádám és mások) anyagai, relikviái láthatók, díszlettervek és jelmezek mellett. A kiállítás végén az 1990-es években megvalósult színházi rekonstrukcióról adnak számot. A múzeum rendszeresen tart – általában valamely fontos eseményhez fűződő – időszaki kiállításokat is.

## Képek

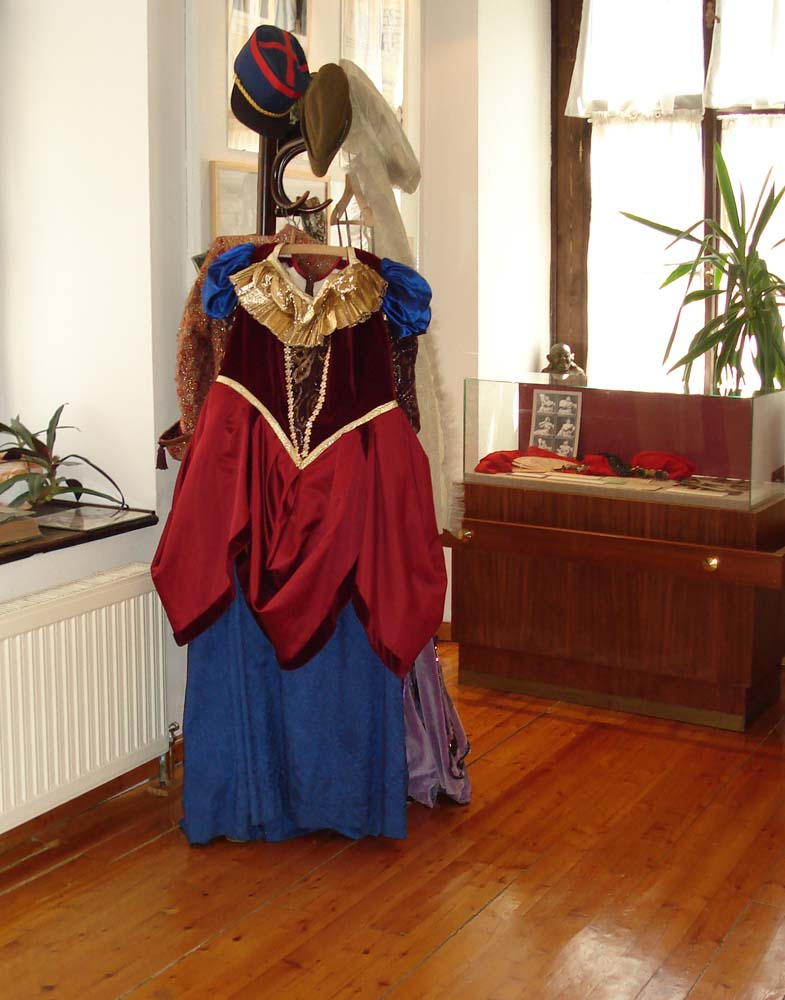
Jelmezek a kiállításon
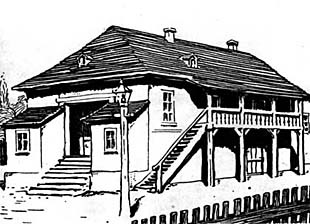
A régi színházépület
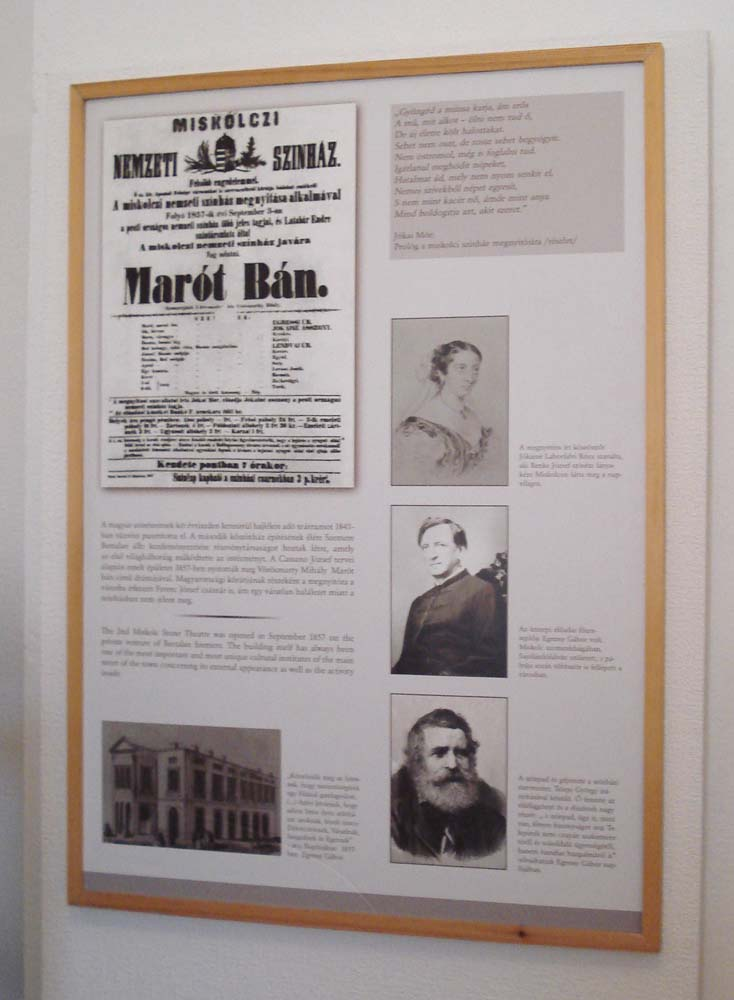
A második színház avatásának (1857) tablója
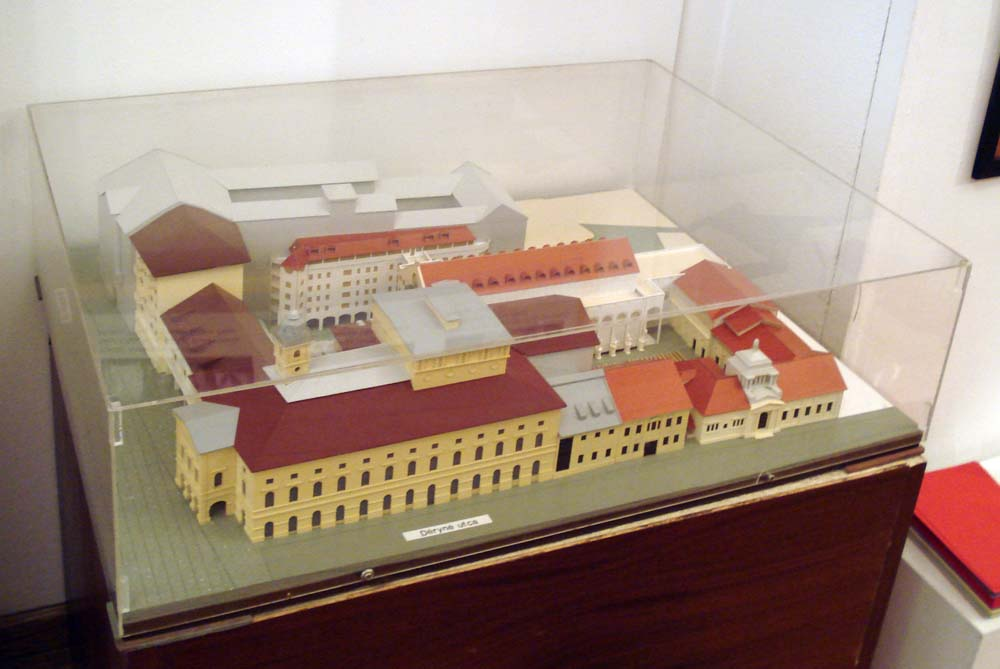
Az 1996-ban befejezett színházi rekonstrukció makettje